# 3296 Bosque Alegre
3296 Bosque Alegre је астероид главног астероидног појаса са средњом удаљеношћу од Сунца која износи 2,655 астрономских јединица (АЈ).
Апсолутна магнитуда астероида је 12,2.